# Esquerra Unida-L'Entesa
Esquerra Unida-L'Entesa (Izquierda Unida-El Entendimiento) fue una coalición política formada en la Comunidad Valenciana por Esquerra Unida del País Valencià, Izquierda Republicana, Esquerra Valenciana y Els Verds para presentarse para las elecciones autonómicas y municipales de 2003. Salieron elegidos 6 diputados autonómicos (cinco de Esquerra Unida y uno de Els Verds) y 160 concejales en la Comunidad Valenciana.
En las elecciones generales de 2004 la coalición se volvió a presentar, pero esta vez sólo la formaron Esquerra Unida del País Valencià, Izquierda Republicana y el sector de Els Verds partidario de Carles Arnal constituido en un nuevo partido, Els Verds Esquerra Ecologista del País Valencià. Isaura Navarro fue elegida diputada en la circunscripción de Valencia.
La coordinadora de la coalición fue Glòria Marcos.
- Datos: Q3394004